# Santa Maria Scala Coeli
Santa Maria Scala Coeli är en kyrkobyggnad i Rom, helgad åt Jungfru Maria. Kyrkan är belägen vid Tre Fontane i Quartiere Ardeatino i södra Rom och tillhör församlingen San Gregorio Barbarigo.
Tillnamnet ”Scala Coeli”, ”himmelstrappan”, syftar på en uppenbarelse som den helige Bernhard av Clairvaux hade när han firade den heliga mässan för de avlidna. Han såg änglar föra själar från skärselden upp till himmelen på en stege.
På platsen för kyrkan skall 10 203 kristna soldater ha lidit martyrdöden under kejsar Diocletianus.

## Kyrkans historia
Den nuvarande kyrkan uppfördes 1581–1584 på platsen för ett medeltida kapell. Kardinal Alessandro Farnese uppdrog åt Giacomo della Porta att rita den nya kyrkan. Interiörens utsmyckning fullbordades 1589 under kardinal Pietro Aldobrandini. Kyrkan är oktogonal med kupol. Absidens mosaik, formgiven av Giovanni De Vecchi och utförd av Francesco Zucchi, visar Jungfru Maria och Jesusbarnet. Till vänster ses de heliga Bernhard av Clairvaux och Robert av Molesme samt påve Clemens VIII och till höger de heliga Anastasius och Vincentius samt kardinal Pietro Aldobrandini.
Till vänster leder en brant trappa ner till kryptan med ett altare med cosmatarbeten. Enligt traditionen skall aposteln Paulus ha varit fängslad här inför sitt martyrium år 67.

## Bilder
| - Kryptan. |